# Черкаські Мавпи
«Черка́ські Ма́впи» — український баскетбольний клуб з міста Черкаси, заснований 2003 року як Рятівник-Черкаси. З 2004 року існує під назвою «Черкаські Мавпи».

## Історія
Сезон 2004–2005 років баскетбольна команда почала вдало. Турнірну дистанцію у вищій лізі Черкаські Мавпи з новим головним тренером пройшли рівно, здобувши путівку до суперліги.
У 2005–2006 років команда на фініші сезону вела боротьбу із БК «Хімік» за 3 місце в Суперлізі. Перемогу в цьому протистоянні здобув южненський клуб, а Черкаські Мавпи посіли 4 місце.
У сезоні 2006–2007 років «Черкаські Мавпи» дебютували в розіграші європейського Кубку Виклику. Успішно пройшовши груповий етап єврокубка, «Мавпи» дійшли до чвертьфіналу, де в напруженій боротьбі поступились землякам із Дніпропетровська — БК «Дніпро». У 16 чемпіонаті України «Мавпи» посіли четверте місце. Таки й же результат команда показала в розіграші Кубка України.
У сезоні 2007–2008 років команда в регулярному Чемпіонаті фінішувала лише сьомою, з розіграшу Кубку України вибула після чвертьфіналу, а в Кубку Європи FIBA пройшовши кваліфікацію, «вилетіла» після 1 групового раунду. Причиною провалу стала навала травм та невдала селекційна політика, що призвело до зміни більш як 10-ти гравців у складі команди поточного сезону.
Сезон 2008–2009 років «Черкаські Мавпи» розпочали з найсильнішим складом за всю історію команди. Балканські легіонери дуже високого рівня з'явились в команді вже влітку, і «Мавпи» підійшли до чемпіонату новоствореної ліги УБЛ повністю готовими до боротьби. Перші 2 кола чемпіонату пройшли за домінування «Черкаських Мавп». Підопічні зробили впевнену заявку на перемогу в УБЛ, проте повністю проваливши кінцівку сезону, команда так і не змогла зібратись з силами. Як наслідок, у пасиві «Мавп» 9 місце чемпіонату. Серед причин провалу називалась саме відсутність командної гри та несприятливий мікроклімат у колективі. Зіркові виконавці перестали знаходити спільну мову, і як результат, команда провалила сезон.
Перед початком сезону 2009–2010 років керівництво команди взяло курс на «перезавантаження» та українізацію. У цьому сезоні черкащани розпочали виступ у Вищій лізі. Керівництво команди поставило завдання здобути золото другого за значимістю українського чемпіонату та повернути прописку в Суперлізі. Після першого етапу змагань колектив Володимира Холопова встановив фантастичну серію з 20-ти перемог поспіль і продовжує йти до своєї мети.
Новий сезон команда розпочинає, вперше після пам'ятного 2005-го, у Вищій лізі. Перед «Черкаськими Мавпами» ставиться завдання виграти чемпіонат та знову повернути Черкасам прописку в Суперлізі. Під проводом старожили тренерського цеху клуба — Володимира Холопова Мавпи легко стають чемпіонами в другому за значимістю турнірі держави. Черкаський клуб цього сезону трощить всіх своїх опонентів у Вищій лізі і вписує своє ім'я в скрижалі вітчизняного баскетболу, як команда що виграла чемпіонат без жодної поразки. Та попри це «Черкаські Мавпи» з різних причин не стають учасниками АБКУ «Суперліга».
Конфлікт був вичерпаний після другого чемпіонства у Вищій лізі «Черкаських Мавп» (сезон 2010—2011). На черговому засіданні АБКУ «Суперліга» (22-го червня 2011) було прийняте одноголосне рішення про членство «Черкаських Мавп» у Суперлізі. Ця перемога стала однією з найважливіших за всю історію черкаського баскетболу.
Головним завданням у сезоні 2011—2012 у команди Володимира Холопова було закріпитися в еліті українського баскетболу. Черкасці знову почали збирати переповнений ПС «Будівельник», який вміщує більше тисячі вболівальників. Саме в цей сезон до Черкас приїхав один з найяскравіших баскетболістів за всю історію українського баскетболу — Вілл Соломон. Та попри якісні баскетбольні шоу зірка не допоміг команді вити у плей-оф. Також на заваді цьому стала велика кількість травм, яких по ходу чемпіонату припускалися ключові гравці команди. 
Фактично відразу після завершення сезону керівництво «Черкаських Мавп» заявляють про амбітні плани на наступний сезон і повертають до керма команди сербського спеціаліста — Йовіцу Арсіча. У свою чергу тренер зауважує, що його команда в сезоні 2012—2013 має йти серед когорти лідерів Суперліги. Також одним з пріоритетів у новому сезоні буде залучення вихованців баскетбольної школи «Черкаських Мавп» до головної команди клубу.
Попри доволі потужний склад, першу частину сезону черкасці собі не можуть занести до активу. Команда знаходилась поза зоною плей-офф і лише з початком 2013-го почала набирати. Свою кращу гру показували лідери черкасців — Чарльз Томас і Томас Делінінкайтіс. Відтак, набравши хороший темп, «Мавпи» буквально увірвалися в плей-офф, при цьому виграли ледь не всі останні матчі регулярки. Головне розчарування цього сезону відбулося в плей-офф. Черкасці не змогли здолати в очній дуелі «Ферро-ЗНТУ» і поступилися в серії з рахунком 1:4, хоча й у всіх програшних матчах були близькими до успіху.
Програвши важливу серію, Арсіч припинив співпрацю з «Мавпами», а власниками клубу було прийняте рішення дати другий шанс Володимиру Холопову. У сезоні 2013—2014 головну команду клубу, окрім Михайлюка, поповнили Кобець, Руслов та Воєвода.
Старт нового сезону важко записати до активу «Черкаських Мавп». Команда важко стартувала в Суперлізі і через незадовільні результати Холопов припинив співпрацю з клубом. Тренерське кермо було віддано Максиму Міхельсону, який протягом років роботи з юнацькими командами клубу досягнув вагомих результатів. Під час представлення команді наставника президент клубу — Сергій Одарич — поставив завдання-максимум — вихід у плей-офф Суперліги, а також висловив сподівання на вихованців клубу уже в цьому сезоні. 
З приходом тренера, з яким пов'язані найгучніші успіхи в юнацькому баскетболі нашого клубу, була зроблена ставка на своїх вихованців. Причому синхронно, через події в країні, Україну почали полишати легіонери. Чемпіонат перспективна молодь на чолі з капітаном — Андрієм Кальніченком завершила на 11-му місці.
Сезон 2014—2015 в Україні пройшов під знаком «шанс для молоді». Через ситуацію в Україні кількість легіонерів у внутрішньому чемпіонаті суттєво знизилася. Черкаська молодь на чолі з вихованцем клубу — Олександром Кобцем добре себе зарекомендувала. Правда в спортивному плані команда зупинилася за крок від бажаного результату. «Мавпи» вийшли в плей-оф Суперліги, але пробитися в другий етап вони не змогли. Чвертьфінальну серію черкасці програли БК «Київ» — 1:4.
Битва за бронзу — так уболівальникам «Черкаських Мавп» запам'ятається сезон 2015—2016. У чемпіонаті України, під егідою ФБУ цього сезону виступало 9 клубів, серед яких єдиний представник Єврокубків — «Хімік» та амбітні «Динамо» і «Кривбас». Саме ці три клуби розділили між собою медалі чемпіонату України. «Черкаські Мавпи» відчайдушно боролися за бронзові нагороди, але програли бронзову серію «Кривбасу» з рахунком 2:3. Кращим атакуючим захисником чемпіонату був визнаний вихованець «Черкаських Мавп» — Олександр Кобець. У Кубку України наш клуб теж був у четвірці кращих. У першому матчі Фіналу Чотирьох команда Максима Міхельсона поступилася «Хіміку», який і виграв трофей.
У Сезоні 2015—2016 Черкаські Мавпи поставили мету здобути нагороди чемпіонату України. Молодий але амбітний склад, який на 60 % складався з вихованців клубу, пройшов регулярний чемпіонат на четвертому місці. У чвертьфіналі черкасці зуміли відіграти одну з найяскравіших серій сезону і обіграти «Миколаїв» (2:1). У серії за бронзові нагороди «Мавпи» поступилися «Кривбасу» — 3:2.
Сезон 2016—2017 Черкаські Мавпи стають 4-ми в Суперліга, бронзовий матч програють Дніпру програвши в серії 3:2,в кубку успіху також невдало я добитися, в 1/4 програми тому ж
Дніпру.
Зі старту історичного сезону 2017—2018 керівництво клубу залишило для команди незмінним завданням — виграти нагороди головного чемпіонату України і, нарешті, позбутися «прокляття четвертого місця». Задля цього клуб зберіг у своєму складі лідера — Олександра Кольченко та запросив ще одного гравця збірної України — Володимира Конєва. Фундамент команди на сезон 2017/2018 укріпили і 6 вихованців клубу. Довгим та ретельним шляхом пошуків були відібрані Максимом Міхельсоном у майбутню чемпіонську команди і легіонери. Селекційною роботою сам наставник був задоволений, не розчарувався він і після того, як за різних обставин полишив клуб Марко Поповіч, Станімір Марінов та Марвін Джеферсон.
Першу частину чемпіонату наш клуб провів, шукаючи свою гру: ротація складу, четверте місце у турнірній таблиці та невихід у Фінал Чотирьох клубу були лише складним шляхом до історичної звитяги. Справді видатним можна назвати 2018-й рік. Протягом нього «Черкаські Мавпи» виграли 20 матчів, програвши лише одного разу. А серія клубу без поразок наразі складає 17 ігор і перенесеться у новий сезон. Максиму Міхельсону вдалося виграти чемпіонат, здобувши перемоги у всіх вісьмох матчах плей-оф!
У свою чергу, справдилися і слова засновників клубу — Михайла Бродського та Сергія Одарича — клуб виграв чемпіонство, коли фундамент складатиметься з його вихованців. Олександр Кобець став одним із найрезультативніших гравців ліги сезону 2017—2018 (14.4 очки за гру) та найрезультативнішим гравцем заключної переможної гри фінальної серії проти Дніпру. Іван Ткаченко цього сезону отримав звання кращого данкера Суперліги Парі-Матч та прекрасно замінив Володимира Конєва у старті команди, коли той отримав травму.
В підсумку MVP чемпіонського чемпіонату для «Черкаських Мавп» був визнаний капітан «Мавп» — Олександр Кольченко, а кращим форвардом чемпіонату України — Володимир Конєв. Розгромна перемога у фінальній серії проти Дніпру (3:0) подарувала родині «Черкаських Мавп» довгоочікуване чемпіонство у чемпіонаті України.
У сезоні 2018—2019 відбулася історична подія для клубу та баскетбольної школи «Черкаських Мавп» — Святослав Михайлюк підписав дворічний контракт з Лейкерс на суму у 4,6 мільйонів доларів, до цього був задрафтований під 47 номером. Черкаські Мавпи у сезоні 2018—2019 не зуміли підтвердити своїх чемпіонських амбіцій. З одного боку команда Максима Міхельсона зуміла, вперше за останні 10 років, відіграти у Єврокубках і успішно пройшла кваліфікації до Кубку Європи FIBA, але з іншого невдало відіграла на внутрішній арені. У регулярному сезоні черкасці посіли лише 8-ме місце. Через це діючий чемпіон у першому раунді плей-оф зустрівся з переможцем регулярки — Запоріжжям Яскрава серія 1/4 завершилася перемогою запоріжан — 2:1. Вирішальний матч рівної пари мав рахунок 80:81.
Традиційно Черкаські Мавпи делегували широкий склад у різні збірні України. Влітку 2019-го Іван Ткаченко у складі збірної України став срібним призером Всесвітньої Універсіади в Неаполі. У фіналі українці поступилися збірні США.
А в жовтні Ткаченко разом з Нікітою Русловим у складі збірної України з баскетболу 3х3 здобули срібло чемпіонату світу U-23. Згодом їм присвоїли звання майстрів спорту міжнародного класу. Для Ткаченка ця медаль стала другої у міжсезоння.
Сезон 2019–20 був значно успішнішим для «Черкаських Мавп». Клуб підсилився якісними легіонерами й зберіг у своєму складі ключових баскетболістів чемпіонського сезону. Однак демонструвати стабільні результати не вдавалося. Команда Максима Міхельсона стала справжньою грозою фаворитів. «Мавпи» впевнено перегравали амбітні клубів, однак втрачали очки у грі з аутсайдерами.
Також у 2019-му році сталася вкрай важлива інфраструктурна подія. Зусиллями корпорації «Група Венето» і мецената й президента Федерації баскетболу України, Михайла Бродського у місті з'явилася нова сучасна арена у школі № 18. На облаштування сучасного паркету із канадського клену, якісних щитів та трибун, роздягалень тощо, на все зусиллями корпорації були виділено понад 100 тисяч доларів.
Після новорічної паузи «Черкаські Мавпи» почали набирати непоганий хід і претендували на місця у верхній частині турнірної таблиці. Однак хрест на всьому баскетболі у світі поставила пандемія коронавірусу. Через COVID-19 Федерація баскетболу України прийняла своєчасне рішення і в березні достроково завершила чемпіонат. Відзначимо, що Україна стала першою, хто прийняв таке рішення. Далі чемпіонати достроково завершилося і в інших країнах.
У підсумку, «Черкаські Мавпи» з показником 12/12 завершили чемпіонат на 6-ій позиції.
Сезон 2020—2021 Діон Ламар Райт ІІ узяв на себе лідерство в команді, від нього ішла усе гострота в команді, але цього було не достатньо. Фінішувала команда на 8 місці, в плей-оф програла усі три матчі [Київ-Баскет|Київ-Баскету].
Сезон 2021—2022 також вийшов невдалий зіграли 32 матчі в яких отримали 8 перемог, сезон перервала Російське вторгнення в Україну, «Мавпи» закінчили сезон на 11 місці. Лідери команду покинули, легіонери також залишили.
Сезон 2022—2023 був відіграний власними вихованцями і деякими ветеранами Липовець Дмитро, Руслов Нікіта, також наприкінці сезону в команді зявилося два легіонери.
Рід Лейтерренс, Максвелл Байрон, які до дами в грі «Мавпів» сезон завершили на 7 місці.

## Статистика сезонів
| <Черкаські Мавпи > |           |    |    |    |    |      | | |                   |
| 2011-2012          | Суперліга | 14 | 39 | 8  | 31 | .205 | | | Володимир Холопов |
| 2012-2013          | Суперліга | 7  | 39 | 21 | 18 | .538 | 1/4 фіналу: Ферро-ЗНТУ 88–83; 93–89; 83-76; 85-87;94-83                                                                              | | Арсіч Йовіца      |
| 2013-2014          | Суперліга | 11 | 26 | 10 | 16 | .385 | | | Максим Мехельсон  |
| 2014-2015          | Суперліга | 5  | 30 | 15 | 15 | .500 | 1/4 фіналу: Київ 90-65; 75-67; 74-87; 88-68                                                                                          | | Максим Мехельсон  |
| 2015-2016          | Суперліга | 4  | 32 | 18 | 14 | .563 | 1/4 фіналу: Миколаїв 66-73; 68-52; 64-68 1/2 фіналу: Хімік 86-75; 87-72; 78-77; 3-є місце: Кривбас 64-74; 96-64; 91-82; 85-81; 70-50 | 1/8 фіналу: Каштан Київ 73-78; 71-80; 1/4 фіналу: Миколаїв 0-20; 0-20; 1/2 фіналу: Хімік 83-73;                           | Максим Мехельсон  |
| 2016-2017          | Суперліга | 4  | 27 | 15 | 12 | .556 | 1/4 фіналу: Біпа 66-92; 61-66 1/2 фіналу: Будівельник 78-66; 72-70; 90-84; 3-є місце: Дніпро 91-77; 77-82; 81-83; 83-69; 92-75       | 1/8 фіналу: Золотий Вік 71-91; 86-124; 1/4 фіналу: Дніпро 81-80; 66-60;                                                   | Максим Мехельсон  |
| 2017-2018          | Суперліга | 1  | 28 | 20 | 8  | .714 | 1/4 фіналу: Політехнік Харків 89-128; 80-104 1/2 фіналу: Миколаїв 78-91; 54-83; 57-59; 1-місце: Дніпро 75-76; 72-76; 66-79;          | 1/8 фіналу: Золотий Вік 69-93; 96-124; 1/4 фіналу: Біпа 91-87; 78-79;                                                     | Максим Мехельсон  |
| 2018-2019          | Суперліга | 8  | 28 | 9  | 19 | .321 | 1/4 фіналу: Запоріжжя 105-81; 91-101; 81-80                                                                                          | 1/8 фіналу: Шамини Київ 59-83; 56-107 1/4 фіналу: Київ-Баскет 91-109; 76-69;                                              | Максим Мехельсон  |
| 2019-2020          | Суперліга | 6  | 24 | 12 | 12 | .500 | | 1/16 фіналу: Говерла 46-95; 49-127 1/8 фіналу: Київ-Баскет 100-82; 81-71;                                                 | Максим Мехельсон  |
| 2020-2021          | Суперліга | 8  | 40 | 15 | 25 | .375 | 1/4 фіналу: Київ-Баскет 91-71; 76-69; 78-76                                                                                          | 1/8 фіналу: Політехнік Харків 64-84; 87-106 1/4 фіналу: Хімік 77-89; 1/2 фіналу: Запоріжжя 67-79 Фінал: Будівельник 93-70 | Максим Мехельсон  |
| 2021-2022          | Суперліга | 11 | 32 | 8  | 24 | .250 | | | Максим Мехельсон  |
| 2022-2023          | Суперліга | 7  | 32 | 9  | 24 | .281 | | | Артем Сліпенчук   |

## Чемпіонський склад сезону2017–2018
| Номер | Гравець                                | Позиція   | Рік народження |
| ----- | -------------------------------------- | --------- | -------------- |
| 3     | Україна Кольченко Олександр Михайлович | Захисник  | 1988           |
| 5     | Україна Ткаченко Іван                  | Форвард   | 1997           |
| 7     | Україна Бояркін Ігор Олексійович       | Захисник  | 1995           |
| 8     | Україна Руслов Микита                  | Захисник  | 1996           |
| 9     | США Шахід Девіс                        | Форвард   | 1994           |
| 11    | Сербія Джуріч Нікола                   | Центровий | 1991           |
| 13    | Україна Липовцев Дмитро                | Форвард   | 1986           |
| 14    | Україна Скапінцев Дмитро               | Центровий | 1998           |
| 15    | Україна Нагорний Дмитро                | Захисник  | 1999           |
| 21    | Україна Кобець Олександр               | Форвард   | 1996           |
| 22    | Україна Макс Адам Конате               | Форвард   | 1991           |
| 23    | США Белфілд Оскар                      | Захисник  | 1990           |
| 24    | Україна Володимир Конєв                | Форвард   | 1989           |

## Поточний склад команди
| Номер | Гравець                                 | Позиція   | Рік народження |
| ----- | --------------------------------------- | --------- | -------------- |
| 1     | Україна Пошабля Андрій                  | Захисник  | 2001           |
| 2     | Україна Фесун Максим                    | Захисник  | 2006           |
| 3     | Україна Липовцев Дмитро                 | Форвард   | 1986           |
| 4     | Україна Лакомов Сергій                  | Захисник  | 2000           |
| 7     | Україна Скіра Сергій                    | Центровий | 2000           |
| 8     | Україна Кузнецов Сергій                 | Захисник  | 1997           |
| 9     | США Максвелл Байрон Рей                 | Захисник  | 1997           |
| 13    | Україна Анікін Володимир                | Форвард   | 2006           |
| 24    | США Лейк Деметріус                      | Захисник  | 1998           |
| 26    | Україна Руслов Нікіта (капітан команди) | Захисник  | 1996           |
| 31    | Україна Назаренко Артур                 | Форвард   | 2002           |
| 43    | Україна Сорочан Дмитро                  | Форвард   | 1998           |

## Рекордсмени

### Рекордсмени за кількістю зіграних сезонів
Станом на 11 травня 2020 року
| Місце | Баскетболіст             | Кількість сезонів | Сезони                                                                                 |
| ----- | ------------------------ | ----------------- | -------------------------------------------------------------------------------------- |
| 1.    | Олександр Кобець         | 8                 | 2012—2013, 2013—2014, 2014—2015, 2015—2016, 2016—2017, 2017—2018, 2018—2019, 2019—2020 |
| 2.    | Микита Руслов            | 7                 | 2013—2020                                                                              |
| 3.    | Микита Воєвода           | 6                 | 2012—2013, 2014—2017, 2018—2020                                                        |
| 4.    | Іван Ткаченко            | 6                 | 2014—2020                                                                              |
| 5.    | Дмитро Скапінцев         | 6                 | 2014—2015, 2015—2016, 2016—2017, 2017—2018, 2018—2019, 2019—2020                       |
| 6.    | Антон Білоус             | 5                 | 2010—2014                                                                              |
| 7.    | Олександр Кольченко      | 4                 | 2016—2020                                                                              |
| 8.    | Максим Мірошниченко      | 4                 | 2013—2017                                                                              |
| 9.    | Ігор Чумаков             | 4                 | 2013—2014, 2014—2015, 2016—2017, 2018—2019                                             |
| 10.   | Іван Кольєвіч            | 3                 | 2008—2009, частина 2011—2012 і 2012—2013                                               |
| 11.   | Андрій Кальніченко       | 3                 | 2013—2015, 2016—2017                                                                   |
| 12.   | Андрій Шаламов           | 3                 | 2013—2015, 2016—2017                                                                   |
| 13.   | Бояркін Ігор Олексійович | 3                 | 2016—2019                                                                              |
| 14.   | Володимир Конєв          | 3                 | 2018—2020                                                                              |

### Гравець з найбільшою кількістю очок
Станом на 5 травня 2019 року
| Місце | Баскетболіст        | Очки | Матчі | Сер. результативність | Сезон                                                            |
| ----- | ------------------- | ---- | ----- | --------------------- | ---------------------------------------------------------------- |
| 1.    | Олександр Кобець    | 1528 | 143   | 10,7                  | 2012-2013, 2013-2014, 2014-2015, 2015-2016, 2016-2017, 2017-2018 |
| 2.    | Олександр Кольченко | 1219 | 108   | 12,9                  | 2016-2017, 2017-2018, 2018-2019                                  |
| 3.    | Артур Джонсон       | 1219 | 72    | 16,9                  | 2005-2006, 2006-2007                                             |
| 4.    | Андрій Кальніченко  | 1042 | 81    | 12,8                  | 2012-2013, 2013-2014, 2016-2017                                  |
| 5.    | Володимир Гуртовий  | 931  | 77    | 12                    | 2005-2006, 2006-2007                                             |
| 6.    | Ігор Чумаков        | 965  | 108   | 8,9                   | 2014-2015, 2016-2017, 2018-2019                                  |
| 7.    | Іван Кольєвіч       | 897  | 63    | 14,2                  | 2008-2009, частина 2011-2012 і 2012-2013                         |

### Гравець з найкращою статистикою двоочкових кидків
Станом на 16 листопада 2014 року
- Володимир Гуртовий - 76,3% 132/173 влучних кидків у 31-й грі ( Україна, центровий, рекорд встановлено в сезоні 2006-2007)[3]

### Гравці з найбільшою кількістю асистів
Станом на 22 травня 2020 року
| Місце | Баскетболіст        | Передачі | Роки виступів        |
| ----- | ------------------- | -------- | -------------------- |
| 1.    | Олександр Кольченко | 344      | 2016-2020            |
| 2.    | Ігор Бояркін        | 340      | 2016-2019            |
| 3.    | Фелікс Коядіновіч   | 283      | 2008-2009            |
| 4.    | Рональд Мур         | 263      | 2013-2014            |
| 5.    | Олександр Кобець    | 252      | 2012-2018, 2020      |
| 6.    | Іван Кольєвіч       | 237      | 2008-2009, 2011—2013 |

### Гравці з найкращим відсотком реалізації дальніх кидків
Станом на 3 січня 2015 року
| Місце | Баскетболіст        | % реалізації | У сезоні  |
| ----- | ------------------- | ------------ | --------- |
| 1.    | Арнас Казлаускас    | 56%          | 2006-2007 |
| 2.    | Іван Кольєвіч       | 42,8%        | 2008-2009 |
| 3.    | Томас Делінінкайтіс | 40,2%        | 2013-2013 |

## Легіонери
- Ендрю Аделеке